# Tjärnmyrtjärnen (Jörns socken, Västerbotten, 724580-168928)
Tjärnmyrtjärnen är en sjö i Skellefteå kommun i Västerbotten och ingår i Byskeälvens huvudavrinningsområde.